# Gianluca Ramazzotti
Gianluca Ramazzotti (Róma, Olaszország, 1970. augusztus 22. –) olasz színházi és filmszínész, szinkronszínész és humorista.

## Élete
Színészként végzett a Calabriai Színházi Akadémián (Accademia di Teatro di Calabria), majd újabb színházi továbbképzéseken vett részt Varsóban, illetve a párizsi Theatre du Soleilben. Ezután Pier Francesco Pingitore Bagaglino nevű társaságához csatlakozott, ahol az általuk készített varietékben, valamint fictionokban szerepelt. Az itt szerzett tapasztalatokon kívül voltak még szerepei a Vivere fiction-sorozatban, az Un posto al sole sorozatban, valamint Ricky Tognazzi Il Papa Buono című filmjében. Tevékenysége kiterjed a rádióra is, mint bemondó és szinkronszínész, különösképpen a Radiodue reggeli rádió-fiction sorozatában.
Színházi színészként Bojetto szerepét játszotta a Rugantino musical-komédiában.
Folyékonyan beszél franciául, angolul és spanyolul.

## Filmográfia

### Színház
- I Promessi Sposi un musical – rendező: Massimo Cinque
- Intrichi d’amore Torquato Tasso-tól – rendező: Alvaro Piccardi
- La scuola delle mogli Molière-től – rendező: De Bosio
- Soldati a Inglostadt – rendező: Adriana Martino
- Ifigenia in Aulide Eschilo-tól – rendező: Alvaro Piccardi
- A qualcuno piace caldo – rendező: Paolo Emilio Landi.
- La notte Nelle Toole-tól – rendező: Giovanni Lombardo Radice
- Il gatto che scoprì l’America – rendező: Marco Mattolini
- La farina del diavolo – rendező: Roberto Gandini
- Scanzonatissimo Gran Casinò – rendező: Don Lurio
- Babbo Natale è uno Stronzo – rendező: Claudio Insegno
- Dark! Tornerò prima di mezzanotte – rendező: Marco Parodi
- Il Vantone Pasolinitól – rendező: Livio Galassi
- Lei Giuseppe Manfriditól – rendező: Riccardo Reim
- I tre processi Oscar Wilde-tól – rendező: Riccardo Reim
- E Ballando Ballando – rendező: Giancarlo Sepe
- Il Decamerone Boccacciótól – rendező: Augusto Zucchi
- Il re muore Ionescótól – rendező: Giancarlo Sepe
- Rugantino Garinei e Giovannini-tól (Rai 2)
- Se devi dire una bugia dilla grossa (Rai 2)
- Cyrano Anna Mazzamauróval
- Boeing-Boeing M. Camolettitól – rendező: Claudio Insegno
- Romolo & Remolo Pierfrancesco Pingitoretől
- La Donna in nero Mallatratt-tól – feldolgozta és rendezte: Carlo Lucarelli.
- Destinatario Sconosciuto Kressmann Taylortól
- Il giro del mondo in 80 risate – rendező: Pierfrancesco Pingitore
- Sempre meglio che lavorare – rendező: Claudio Insegno
- Óz, a csodák csodája – rendező: Pino Cormani
- Un pezzo di pazzo – rendező: Pier Francesco Pingitore
- Prime donne alle Primarie –  rendező: Pierfancesco Pingitore
- Uomini all’80% di J. Sherman – rendező: L. Barcellona
- Va tutto storto! – írta és rendezte: O. Lejeune
- E io pago! – rendező: Pierfrancesco Pingitore
- Complici Rupert Holmes-tól – rendező: Ennio Coltorti
- Gabbia di matti – rendező: Pier Francesco Pingitore
- Destinatario Sconosciuto (rendező is)
- Va tutto Storto – rendező: Lejeune

### Televízió
- Vivere
- Un posto al sole
- Anni 60 – rendező: Carlo Vanzina
- Distretto di polizia – rendező: Renato De Maria
- Giornalisti – rendező: Donatella Maiorca
- La squadra
- Tequila e Bonetti – rendező: Bruno Nappi
- Il Papa buono – rendező: Ricky Tognazzi
- Miconsenta
- Con le unghie e con i denti – rendező: Pier Francesco Pingitore
- Barbecue
- Passaparola
- Domani è un'altra truffa – rendező: Pier Francesco Pingitore
- Torte in faccia – rendező: Pier Francesco Pingitore
- Punto e a capo
- E io pago! – rendező: Pier Francesco Pingitore
- Edizione Straordinaria
- Seven Show 2007
- Vita da paparazzo – rendező: Pier Francesco Pingitore
- Gabbia di Matti – rendező: Pier Francesco Pingitore

## Fordítás
- Ez a szócikk részben vagy egészben a Gianluca Ramazzotti című olasz Wikipédia-szócikk fordításán alapul.  Az eredeti cikk szerkesztőit annak laptörténete sorolja fel. Ez a jelzés csupán a megfogalmazás eredetét és a szerzői jogokat jelzi, nem szolgál a cikkben szereplő információk forrásmegjelöléseként.

## Külső hivatkozások
- Gianluca Ramazzotti az Internet Movie Database oldalon (angolul)
- Hivatalos oldal